# Heliógrafo (meteorología)
El heliógrafo es un instrumento meteorológico que se utiliza para registrar la duración e intensidad de los rayos solares o insolación. 
Según el principio de funcionamiento, se distinguen dos tipos principales: los que utilizan la rotación de la Tierra como base de tiempo y los que emplean algún mecanismo de relojería. Entre los del primer grupo, el modelo más difundido es el heliógrafo de Campbell-Stokes, y el de Gauss, aunque no se sabe con certeza.  Inventado por John Francis Campbell en 1853 y luego modificado por Sir George Gabriel Stokes en 1879.
Este modelo se basa en una esfera de cristal (típicamente de 12 cm de diámetro) que concentra los rayos solares sobre una banda de cartulina de forma tal que, al quemarse, deja una traza carbonizada. La esfera está montada concéntricamente dentro de un casquete esférico de metal, sobre cuya superficie interior, y sujeta por medio de unas ranuras especiales, se coloca la banda de cartulina. De esta forma, la cartulina se mantiene siempre a la misma distancia del foco de la lente esférica, independientemente del movimiento aparente del sol a lo largo del día y del estacionario.
Cuando el sol luce durante todo el día, sobre la banda se forma una traza carbonizada continua y la duración de la insolación se determina midiendo la longitud de esta traza. En cambio, si el sol brilla de forma discontinua, dicha traza es intermitente y, en este caso, la insolación se determina sumando la longitud de los segmentos resultantes.
Para facilitar la interpretación, las bandas de cartulina poseen una escala impresa con marcas que representan intervalos de 30 minutos. Las bandas de cartulina deben reemplazarse diariamente.

## Bandas
Según la época del año se utilizan tres tipos distintos de bandas. En el hemisferio norte, se utilizan de la siguiente manera:
- Desde comienzos de marzo hasta mediados de abril y desde comienzos de septiembre hasta mediados de octubre (alrededor de cada equinoccio) se utilizan bandas rectas. Son llamadas bandas equinocciales y se acoplan a las ranuras centrales del soporte.
- Desde octubre hasta fin de febrero se utilizan bandas curvadas cortas, que se colocan en las ranuras superiores.
- El resto del año, desde abril hasta agosto, se usan bandas curvadas largas, que se colocan en las ranuras inferiores.

En el hemisferio sur se invierte el uso de las bandas curvadas en los períodos definidos arriba.

## Instalación
Para que los rayos de sol alcancen el instrumento sin impedimento alguno durante todo el día, éste se debe colocar orientado a mediodía. 
Se colocará con su base completamente firme y nivelada con una altura de un metro, sin alteración por influjo de temperatura, humedad, viento y trepidación. Se recomienda la sustentación de piedra fija, obras de fábrica fijas o metal.
A la hora de colocar el aparato en su soporte hay que tener en cuenta dos ajustes:
- El casquete se debe colocar de forma que la línea media en sentido longitudinal de la banda equinoccial se halle en el plano del ecuador celeste. Para ello, haremos coincidir la latitud del lugar donde nos encontramos en la escala de latitudes de su montura con la marca situada a tal efecto.
- El plano vertical que contiene al centro de la esfera y a la señal de mediodía debe coincidir con el plano meridiano geográfico. Para comprobar este ajuste debemos comprobar que la imagen del sol al mediodía verdadero coincide con la marca de las 12 horas de la banda.